# Celje
Celje (phát âm [ˈtsɛːljɛ] ⓘ) là thành phố lớn thứ ba của Slovenia. Nó là trung tâm của vùng lịch sử Štajerska của Slovenia và của khu tự quản thành phố Celje (tiếng Slovene: Mestna občina Celje). Celje nằm cách lâu đài Celje 407 m hay 1.335 ft ở chỗ hợp lưu các sông Savinja, Hudinja, Ložnica và Voglajna trong thung lũng Savinja, trên ngã đường rẽ đến Ljubljana, Maribor, Velenje và thung lũng Trung Sava. Nó có độ cao 238 m (781 ft) trên mực nước biển.

## Tên gọi
Celje mang tên Celeia vào thời La Mã. Những dạng cổ ghi lại được từ lúc người Slav đến đây gồm Cylia (452), ecclesiae Celejanae (579), Zellia (824), in Cilia (1310), Cilli (1311) và Celee (1575). Tên thành phố trong tiếng Slovene nguyên thủy được phục dựng là *Ceľe hay *Celьje, từ đó có Celje. Tên này rất cổ (từ trước lúc người La Mã đến), còn ý nghĩa của nó thì không rõ. Trong phương ngữ Slovene nơi đây, Celje được gọi là Cjele hay Cele.

## Khí hậu
Celje có khí hậu lục địa ẩm với mùa hè ấm áp (phân loại khí hậu Köppen Dfb).
| Dữ liệu khí hậu của Celje                | Dữ liệu khí hậu của Celje | Dữ liệu khí hậu của Celje | Dữ liệu khí hậu của Celje | Dữ liệu khí hậu của Celje | Dữ liệu khí hậu của Celje | Dữ liệu khí hậu của Celje | Dữ liệu khí hậu của Celje | Dữ liệu khí hậu của Celje | Dữ liệu khí hậu của Celje | Dữ liệu khí hậu của Celje | Dữ liệu khí hậu của Celje | Dữ liệu khí hậu của Celje | Dữ liệu khí hậu của Celje |
| Tháng                                    | 1                         | 2                         | 3                         | 4                         | 5                         | 6                         | 7                         | 8                         | 9                         | 10                        | 11                        | 12                        | Năm                       |
| ---------------------------------------- | ------------------------- | ------------------------- | ------------------------- | ------------------------- | ------------------------- | ------------------------- | ------------------------- | ------------------------- | ------------------------- | ------------------------- | ------------------------- | ------------------------- | ------------------------- |
| Cao kỉ lục °C (°F)                       | 16.5 (61.7)               | 20.6 (69.1)               | 25.7 (78.3)               | 28.4 (83.1)               | 31.1 (88.0)               | 34.2 (93.6)               | 34.1 (93.4)               | 39.7 (103.5)              | 30.6 (87.1)               | 26.7 (80.1)               | 22.4 (72.3)               | 20.2 (68.4)               | 36.8 (98.2)               |
| Trung bình ngày tối đa °C (°F)           | 4.1 (39.4)                | 6.8 (44.2)                | 11.6 (52.9)               | 16.4 (61.5)               | 21.6 (70.9)               | 24.6 (76.3)               | 26.9 (80.4)               | 26.5 (79.7)               | 21.7 (71.1)               | 16.3 (61.3)               | 9.6 (49.3)                | 4.5 (40.1)                | 15.9 (60.6)               |
| Trung bình ngày °C (°F)                  | −0.3 (31.5)               | 1.0 (33.8)                | 5.2 (41.4)                | 9.8 (49.6)                | 14.9 (58.8)               | 18.3 (64.9)               | 19.9 (67.8)               | 19.0 (66.2)               | 14.6 (58.3)               | 10.1 (50.2)               | 4.7 (40.5)                | 0.6 (33.1)                | 9.8 (49.6)                |
| Tối thiểu trung bình ngày °C (°F)        | −4.6 (23.7)               | −4.2 (24.4)               | −0.2 (31.6)               | 3.9 (39.0)                | 8.6 (47.5)                | 12.3 (54.1)               | 13.8 (56.8)               | 13.4 (56.1)               | 9.7 (49.5)                | 5.9 (42.6)                | 0.9 (33.6)                | −3.0 (26.6)               | 4.7 (40.5)                |
| Thấp kỉ lục °C (°F)                      | −27.2 (−17.0)             | −27.0 (−16.6)             | −23.4 (−10.1)             | −6.5 (20.3)               | −3.4 (25.9)               | 0.8 (33.4)                | 4.5 (40.1)                | 2.9 (37.2)                | −2.5 (27.5)               | −8.5 (16.7)               | −19.4 (−2.9)              | −23.1 (−9.6)              | −27.2 (−17.0)             |
| Lượng Giáng thủy trung bình mm (inches)  | 47 (1.9)                  | 50 (2.0)                  | 71 (2.8)                  | 71 (2.8)                  | 90 (3.5)                  | 132 (5.2)                 | 122 (4.8)                 | 125 (4.9)                 | 118 (4.6)                 | 115 (4.5)                 | 93 (3.7)                  | 78 (3.1)                  | 1.113 (43.8)              |
| Số ngày giáng thủy trung bình (≥ 0.1 mm) | 10                        | 8                         | 11                        | 13                        | 14                        | 14                        | 12                        | 12                        | 11                        | 11                        | 12                        | 12                        | 140                       |
| Số giờ nắng trung bình tháng             | 64                        | 96                        | 128                       | 156                       | 205                       | 209                       | 242                       | 227                       | 166                       | 115                       | 67                        | 53                        | 1.728                     |
| Nguồn:                                   |                           |                           |                           |                           |                           |                           |                           |                           |                           |                           |                           |                           |                           |